# Tarbel·les
Els tarbel·les (en llatí Tarbelli, en grec antic Τάρβελλοι) van ser un poble aquità que menciona Juli Cèsar
Vivien a tocar de l'Atlàntic, segons diu Estrabó, en una badia que dominaven completament. Tenien mines d'or que explotaven amb facilitat, ja que el mineral es trobava quasi a la superfície. S'estenien cap al sud del riu Adur, fins als Pirineus. Claudi Ptolemeu situa als tarbel·les al sud dels bitúriges i dels vivisques, i diu que el seu territori arribava als Pirineus.
La seva ciutat principal era Hudata (Aquae Tarbellicae), actual Dacs.